# NGC 1421
NGC 1421 je galaksija u zviježđu Eridan.

## Vanjske poveznice
- SEDS: NGC 1421